# Jonathan Cherry
Jonathan Cherry (* 3. Dezember 1978 in Montreal, Québec) ist ein kanadischer Schauspieler.

## Leben
Jonathan Cherry kam im kanadischen Montreal zur Welt und wuchs in Toronto/Ontario auf. An der Western University studierte er Kunst. Später studierte er an der Vancouver Film School Schauspiel, Drehbuchschreiben und Regie. Zunächst trat Cherry in Werbespots auf, dann gab er sein Fernsehdebüt in dem Fernsehfilm Til Dad Do Us Part. Weitere Bildschirmrollen spielte er in Outer Limits – Die unbekannte Dimension für MGM/Trilogy und My Guide to Becoming a Rock Star für WB.
Seine bisher bekannteste Rolle hatte er im Film Final Destination 2 als Rory Peters. Auch im videospielbasierenden Film House of the Dead spielt er eine wichtige Rolle. Für den Film Marker wurde er 2005 für einen Leo nominiert. Neben seiner Film- und Kinoarbeit tritt er auch im Theater und in diversen Fernsehserien auf.

## Filmografie (Auswahl)
- 2001: Till Dad Do Us Part
- 2002: Outer Limits – Die unbekannte Dimension (The Outer Limits, Fernsehserie, eine Folge)
- 2002: Long Shot
- 2002: They – Sie Kommen (Wes Craven Presents: They)
- 2003: Black Sash
- 2003: Final Destination 2
- 2003: House of the Dead
- 2004: Deluxe Combo Platter
- 2004: Love on the Side
- 2005: Markef
- 2005: The White Dog Sacrifice
- 2005: Barbara Jean
- 2005: America 101
- 2005: Christmas in Boston
- 2005: Bald The Movie
- 2006: In the Stars
- 2006: CSI: Miami (Fernsehserie, 1 Folge)
- 2006: CSI: NY (Fernsehserie, 1 Folge)
- 2007: The Wreck
- 2011: Goon – Kein Film für Pussies (Goon)
- 2013: The F-Word – Von wegen nur gute Freunde! (The F Word)
- 2014: WolfCop
- 2017: Another WolfCop
- 2021: Die Novizin (The Novice)